# Elaver kawitpaaia
Elaver kawitpaaia là một loài nhện trong họ Clubionidae.
Loài này thuộc chi Elaver. Elaver kawitpaaia được Alberto Barrion & James A. Litsinger miêu tả năm 1995.